# Šipky Ranken
Šipky Ranken či Rankenovy šipky byly britskou zbraní užívanou na letounech v době první světové války v boji proti německým zeppelinům v té době podnikajícím nálety na Spojené království. Jednalo se o výbušně-zápalný projektil či pumu o hmotnosti 1 libry (~ 0,45 kg) tvaru šipky, nesenou ve svazcích po 24 kusech, které mohly být svrhávány jednotlivě či všechny současně. Letadla vyzbrojená šipkami Ranken musela vystoupat nad cíle na něž hodlala zaútočit, tedy zeppeliny, a z převýšení je na ně svrhnout. Šipky začaly být bojově nasazovány od února 1916.
Po zavedení zápalného střeliva ráže 7,7 mm pro kulomety Vickers a Lewis britských stíhacích letounů šipky Ranken zastaraly.